# Mark Ardington
Mark Stuart Ardington (* 1976 als Mark Williams; † 27. Juni 2024 in Bicester, Oxfordshire) war ein britischer Spezialeffektkünstler und Animator. Er trat auch unter dem Namen Mark Williams Ardington auf.

## Leben
Mark Williams beschäftigte sich bereits als Kind mit der Entstehung von Animationen. Er studierte von 1994 bis 1997 Computer Animation & Visualisation an der Bournemouth University.
Seine Karriere begann er Ende der 1990er Jahre als Animator bei der Londoner VFX-Firma AMGFX / The Hive, wo er zunächst vor allem an Werbespots und Fernsehserien arbeitete. Sein Spielfilmdebüt gab er 1998 mit Paul Matthews’ Familienfilm Der Herr der Elfen mit Corbin Bernsen und Glynis Barber in den Hauptrollen. Später arbeitete er unter anderem für Cinesite, die rumänischen Slave Studios und von 2004 bis 2006 als Senior Animator und Rigger für Aardman Animations. Zwischen 2006 und 2012 war Ardington hauptsächlich als Animator für Fernsehproduktionen tätig, wo er an den Zeichentrickserien Die Top Secret Show und The Hive mitwirkte. Seit dem Jahr 2013 war er für das Unternehmen Double Negative als CG Leiter tätig. Ab Mitte der 2010er Jahre war er als Spezialeffektkünstler an der Entstehung großer Filmproduktionen beteiligt, darunter Ridley Scotts Exodus: Götter und Könige, dem Marvel-Superheldenfilm Ant-Man sowie dem James-Bond-Film James Bond 007: Spectre.
Bei der Oscarverleihung 2016 gewann er für Alex Garlands Science-Fiction-Film Ex Machina gemeinsam mit Andrew Whitehurst, Paul Norris und Sara Bennett den Oscar in der Kategorie Beste visuelle Effekte. Im selben Jahr waren sie auch für den BAFTA Film Award in der Kategorie Beste visuelle Effekte nominiert.
Ardington starb am 27. Juni 2024 im Alter von 48 Jahren. Er hinterließ seine Frau Ali Ardington und zwei Töchter.

## Filmografie (Auswahl)
- 1998: Der Herr der Elfen (Beings)
- 2004: In 80 Tagen um die Welt (Around the World in 80 Days)
- 2014: Exodus: Götter und Könige (Exodus: Gods and Kings)
- 2014: Paddington
- 2015: Ant-Man
- 2015: Ex Machina
- 2015: James Bond 007: Spectre (Spectre)
- 2016: Die Insel der besonderen Kinder (Miss Peregrine’s Home for Peculiar Children)
- 2017: Life
- 2021: Venom: Let There Be Carnage
- 2021: Matrix Resurrections (The Matrix Resurrections)
- 2023: Shadow and Bone – Legenden der Grisha (Shadow and Bone, Fernsehserie, 8 Episoden)
- 2023: Citadel (Fernsehserie, 3 Episoden)
- 2023: Fast & Furious 10 (Fast X)
- 2023: Meg 2: Die Tiefe (Meg 2: The Trench)

## Auszeichnungen (Auswahl)
- 2016: Oscar in der Kategorie Beste visuelle Effekte für Ex Machina
- 2016: BAFTA-Film-Award-Nominierung in der Kategorie Beste visuelle Effekte für Ex Machina